# Río Paraná
Der Paraná (Guaraní: Parana ‚Strom, Fluss‘; spanisch Río Paraná; portugiesisch Rio Paraná) ist ein Fluss in Südamerika. Er beginnt am Zusammenfluss des Paranaíba und des Rio Grande an dem Punkt, an dem auch die brasilianischen Bundesstaaten Minas Gerais, São Paulo und Mato Grosso do Sul ein Dreiländereck bilden.
Nach etwa 3200 Kilometern in Richtung Süden fließt er mit dem Río Uruguay zusammen zu dem 290 km langen und bis zu 220 km breiten Mündungstrichter des Río de la Plata. Er ist Bestandteil der internationalen Wasserstraße Paraná-Paraguay.
Das Einzugsgebiet des Paraná umfasst bis zum Einfluss in den Rio de la Plata eine Fläche von rund 2,8 Millionen Quadratkilometern. Für den Verlauf des Paraná zusammen mit dem längeren der beiden Quell-Zuflüsse, dem 1360 km langen Rio Grande, wird eine Gesamtlänge von 4880 Kilometern angegeben. Der Paraná ist stark von den Auswirkungen der globalen Erwärmung betroffen; so verringerte sich in den letzten Jahren zunehmend die Tiefe des Flusses, wodurch mittlerweile die Flussschifffahrt eingeschränkt ist.

## Flusslauf
Gleich nach dem Zusammenfluss des Paranaíba und des Rio Grande mündet der Paraná in den Ilha-Solteira-Stausee. Auch im weiteren Verlauf ist der Paraná beinahe durchgängig angestaut, so folgen dem ersten Stausee der Jupiá-Stausee, danach eine weitläufige Niederung östlich der Serra de Maracaju, einige Wasserfälle, der Porto-Primavera-Stausee und der Itaipú-Stausee mit dem zugehörigen Itaipú-Kraftwerk wenige Kilometer oberhalb der Einmündung des Iguazú, der kurz vorher die Iguazú-Wasserfälle durchfließt.
Der Fluss setzt seinen südwärts gerichteten Lauf 500 km lang fort, um dann für etwa 300 km nach Westen abzubiegen. Bevor er wiederum nach Süden einschwenkt, durchfließt er das Yacyretá-Kraftwerk, ein gemeinsam von Paraguay und Argentinien errichteter Staudamm. Beim Knick nach Süden nimmt der Paraná seinen größten Zufluss, den Rio Paraguay, auf.
Ab der Stadt Santa Fe  verläuft der Fluss mehr in östlicher Richtung mit zunehmenden Verzweigungen durch immer sumpfigeres Gelände, bis er zusammen mit dem Río Uruguay den Río de la Plata bildet und so in den Atlantik mündet. Von der Mündung bis Rosario ist er mit Seeschiffen befahrbar. Das Wasserkraftwerk Itaipú bildet die Grenze der Schiffbarkeit von der Mündung. An dieser Stelle gibt es keine Schleusen- oder Schiffshebwerksanlage.
Für mehrere Staaten hat der Paraná die Funktion eines Grenzflusses, so zwischen den brasilianischen Bundesstaaten
- São Paulo und Mato Grosso do Sul – ca. 430 Kilometer,
- Paraná und Mato Grosso do Sul – ca. 210 Kilometer,

und den Staaten
- Paraguay und Brasilien – ca. 190 Kilometer,
- Paraguay und Argentinien – ca. 600 Kilometer,

Die letzten etwa 1000 Kilometer des Flusslaufes liegen ausschließlich in Argentinien, wobei der Paraná auch hier innerstaatlicher Grenzfluss ist zwischen den argentinischen Provinzen Chaco, Corrientes, Entre Ríos,
Santa Fe und Buenos Aires

## Kraftwerke und Stauseen
Flussabwärts gesehen wird der Paraná durch die folgenden fünf Kraftwerke aufgestaut:
| Kraftwerk             | Betreiber | Max. Leistung (MW) | Stausee         | Oberfläche (km²) | Volumen (km³) |
| --------------------- | --------- | ------------------ | --------------- | ---------------- | ------------- |
| Ilha Solteira         | CESP      | 3444               | Ilha Solteira   | 1195             | 21,166        |
| Engenheiro Souza Dias | CESP      | 1551,2             | Jupiá           | 0330             | 3,353         |
| Porto Primavera       | CESP      | 1540               | Porto Primavera | 2250             | 20            |
| Itaipú                |           | 14.000             | Itaipú          | 1350             | 29            |
| Yacyretá              |           | 3100               | Yacyretá        | 1600             | 21            |

Darüber hinaus gibt bzw. gab es noch weitere Kraftwerksprojekte am Paraná, wie z. B. das Projekt Corpus Christi.

## Galerie

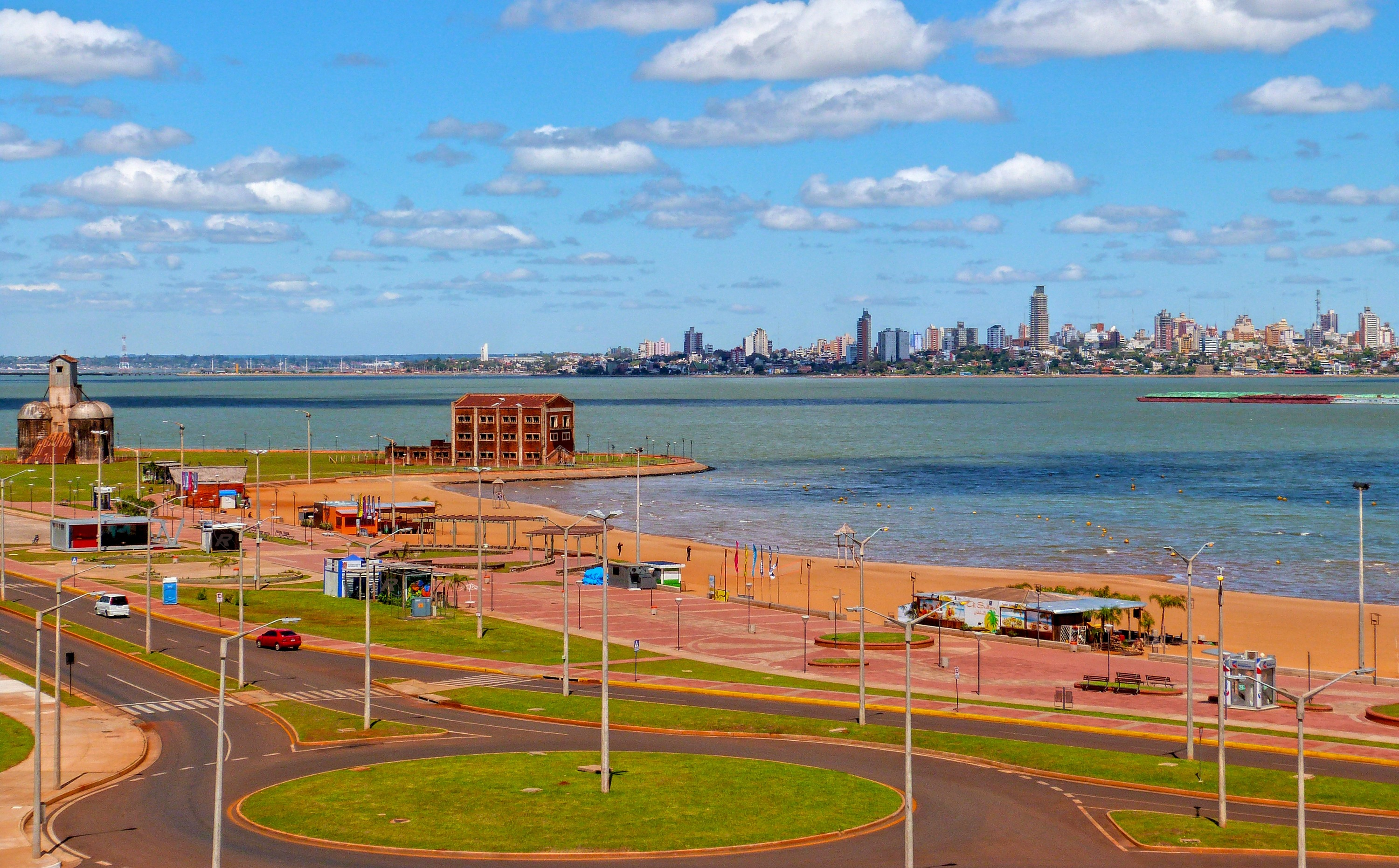
Paraná bei Encarnación – im Hintergrund Posadas
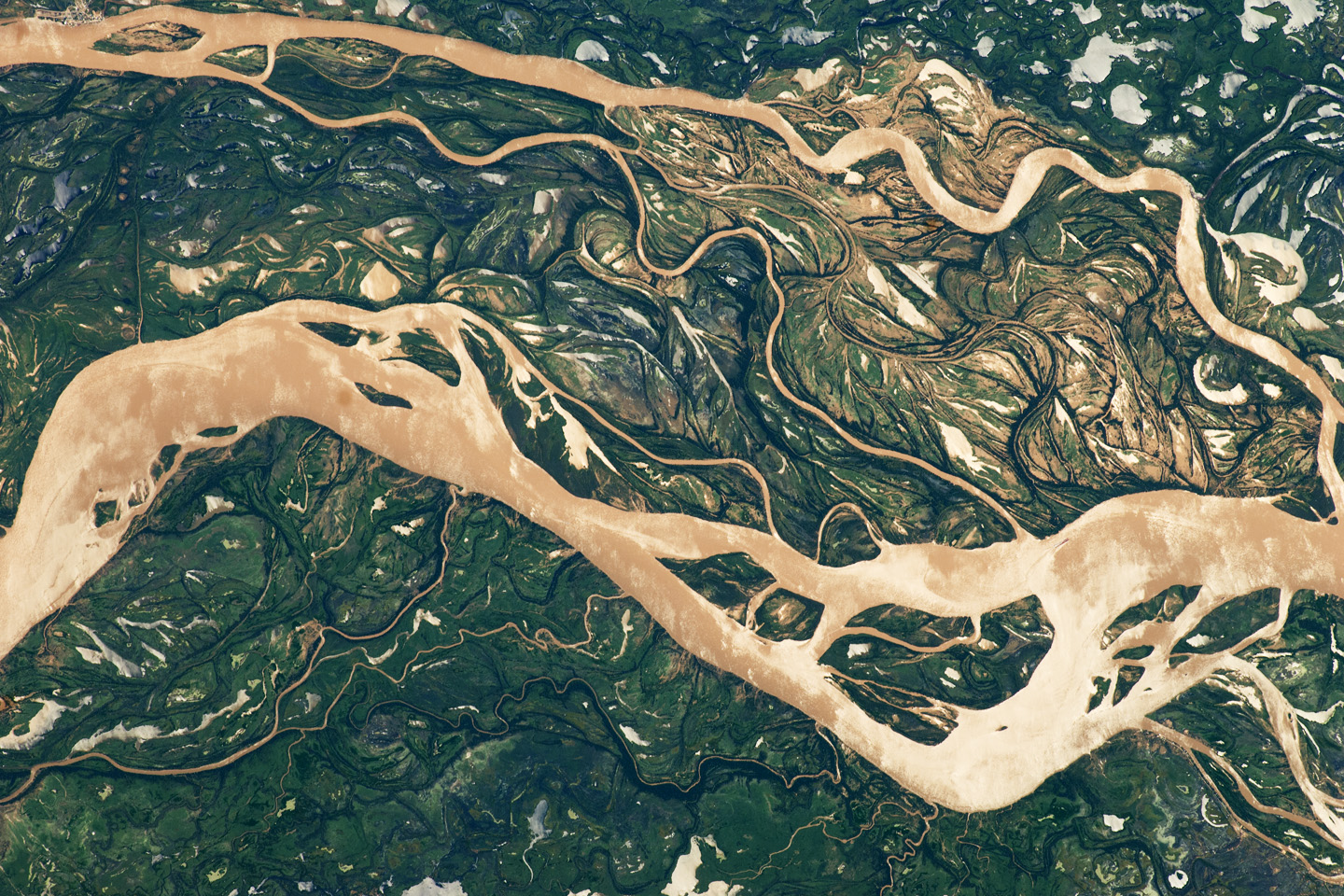
Paraná im Norden von Argentinien
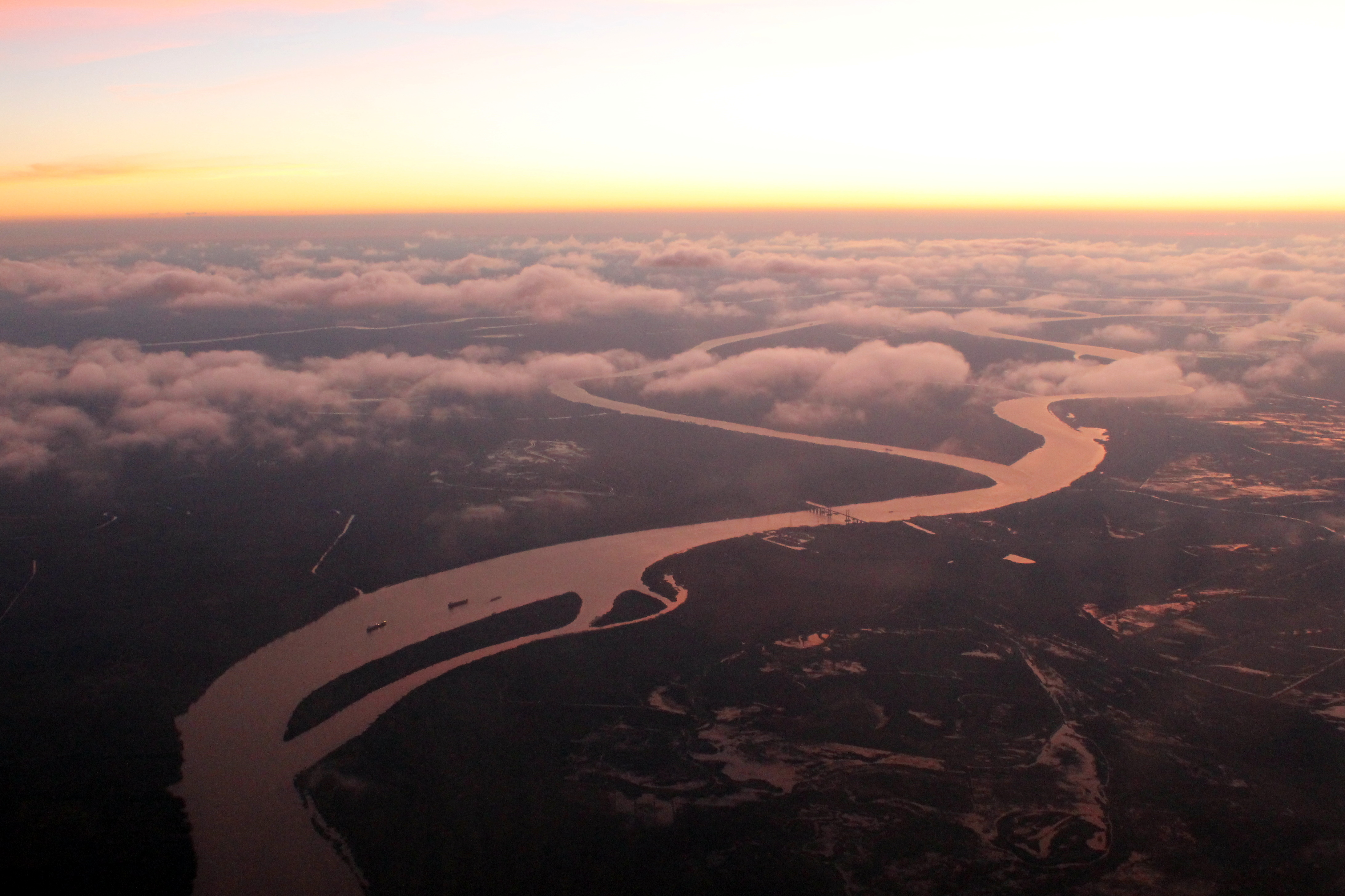
Unterlauf des Paraná